# Epsilon Antliae
Epsilon Antliae (ε Ant, ε Antliae) é uma estrela na constelação de Antlia. Tem uma magnitude aparente de +4,51, sendo visível a olho nu. Medições de paralaxe indicam que ela está a uma distância de cerca de 710 anos-luz (220 parsecs) da Terra. Estudos fotométricas na missão Hipparcos mostram que a magnitude dessa estrela varia por 0,0034 em um período de 11,07941 dias.
Epsilon Antliae tem uma classificação estelar de K3 IIIa, em que a classe de luminosidade III indica que é uma gigante evoluída. Tem cerca de 37 vezes o raio do Sol.